# Julie Masse
Pour l’article homonyme, voir Masse (homonymie).
Julie Masse, née le 3 juin 1970 à Greenfield Park, est une chanteuse québécoise. Elle a grandi dans la ville de Longueuil.

## Biographie
Julie Masse grandit dans la ville de Longueuil. Elle lance un premier album en 1990, nommé Julie Masse. Cet album rencontre énormément de succès au Québec, avec les chansons C'est zéro, Billy, Sans t'oublier et Prends bien garde. L'album est consacré disque platine, remporte trois prix Félix. 
En 1991, elle remporte deux prix au Vidéogala pour son vidéoclip Sans t'oublier, dont clip de l'année et artiste féminine de l'année, et prend part également au Bye Bye 1991 : elle chante C'est zéro pour ouvrir l'année 1992, en plus de participer à un sketch.
Son deuxième album, À contre-jour paraît en 1992. Les chansons Les idées noires et Comme on l'a choisi connaissent beaucoup de succès sur les ondes radiophoniques et télévisées. L'album est également consacré disque platine et Julie Masse remporte un prix Juno en 1993 pour l'artiste la plus prometteuse de l'année.
En 1993, elle remporte le Juno Award de la Meilleure nouvelle artiste féminine. Elle épouse le cinéaste Sylvain Brault la même année.
Elle sort un premier album en anglais en 1994, Circle Of One, dirigé par le chanteur anglophone d'origine montréalaise Corey Hart (connu pour sa célèbre chanson des années 80 Sunglasses at Night). Leur relation devient amoureuse, et Julie Masse divorce de Sylvain Brault en 1995. Julie et Corey s'épousent par la suite et vivent aux Bahamas. Ils auront eu 4 enfants : 3 filles, India en 1995, Dante en 1997, River quelques années plus tard, puis un garçon, prénommé Rain, en 2004.
Une compilation de ses meilleurs succès est sortie en 1996. Elle n'a sorti aucun album par la suite. Elle a mis fin à sa carrière de chanteuse solo pour se consacrer à sa vie familiale. Cependant, elle est devenue une choriste pour Corey Hart, et l'accompagna dans ses albums et tournées. Ils quittent le Québec durant cette année-là.
Elle se fait créatrice de bijoux : alors que son fils Rain n'avait que quelques mois, elle découvre la beauté des bijoux faits de perles Swarovski. Elle apprit à en fabriquer, d'abord pour elle-même, puis pour ses proches. Elle a commencé à en vendre sur le site web de son époux, à la suggestion de celui-ci. Les bracelets, colliers, bagues et boucles d'oreilles portent des noms de chansons de Corey Hart, tels que Kiss the Sky, Everything in my Heart, Truth Will Set You Free.
Le 13 avril 2014, elle chante C'est zéro à la finale de l'émission La voix sur TVA avec 2 des 4 finalistes.
Le 9 juillet 2019 sort le premier épisode du balado Pourquoi Julie créé par Émilie Perreault, journaliste culturelle, sur la plateforme QUB radio. Ce balado explore la vie publique de Julie Masse en tentant de comprendre pourquoi elle a pris la décision de quitter le showbiz québécois alors qu'elle était au sommet.
Le 22 octobre 2022, elle participe à l'émission En direct de l'univers où elle interprète C'est zéro pour Isabelle Boulay.

## Musicographie
- À contre-jour (1992)
- À quoi rêvent les millionnaires ? (1992)
- Billy (1990)
- C'est zéro (1990)
- Comme on l'a choisi (1992)
- Comme un appel du cœur (1990)
- Circle Of One (1994)
- Dans les rues de nos cités (1992)
- Des aigles dans la nuit (1992)
- Devious Nature (1994)
- I Will Be There (1994)
- Ice Cream (1994)
- J'veux plus jamais qu'on me blesse (1990)
- Je n'appartiens à personne (1990)
- L'amour dans toutes ses couleurs (1992)
- Là-bas (avec Corey Hart) (1998)
- Les dunes de sables (1990)
- Les idées noires (1992)
- Letting Go (1994)
- Love Is All That I'm Looking For (1994)
- One More Moment (1994)
- Prends bien garde (1990)
- Sans t'oublier (1990)
- Si nos regards (1990)
- Sur les ailes du désir
- Sur les planches (1992)
- Tu peux t'en aller (1992)
- Un homme a pleuré (1992)
- Wherever The Music Goes (1994)
- You Don't Have To Worry (1994)
- You Left You Kiss (1994)

## Lauréat et nomination

### Gala de l'ADISQ
| Année | Catégorie                               | Pour                     | Résultat   |
| ----- | --------------------------------------- | ------------------------ | ---------- |
| 1991  | album de l'année - meilleur vendeur     | Julie Masse              | nomination |
| 1991  | chanson populaire de l'année            | Sans t'oublier           | nomination |
| 1991  | découverte de l'année                   | Julie Masse              | lauréat    |
| 1991  | interprète féminine de l'année          | Julie Masse              | lauréat    |
| 1991  | microsillon de l'année - pop/rock       | Julie Masse              | nomination |
| 1991  | microsillon de l'année - premier disque | Julie Masse              | lauréat    |
| 1992  | album de l'année - meilleur vendeur     | Julie Masse              | nomination |
| 1992  | chanson populaire de l'année            | Prends bien garde        | nomination |
| 1993  | album de l'année - meilleur vendeur     | À contre-jour            | nomination |
| 1993  | album de l'année - pop/rock             | À contre-jour            | nomination |
| 1993  | chanson populaire de l'année            | Comme on l'a choisi      | nomination |
| 1993  | interprète féminine de l'année          | Julie Masse              | nomination |
| 1993  | spectacle de l'année - interprète       | La tournée À contre-jour | nomination |

### Prix Juno[9]
| Année | Catégorie                                          | Pour          | Résultat   |
| ----- | -------------------------------------------------- | ------------- | ---------- |
| 1993  | interprète féminine la plus prometteuse de l'année | Julie Masse   | lauréat    |
| 1993  | album francophone le plus vendu                    | À contre-jour | nomination |
| 1995  | interprète féminine de l'année                     | Julie Masse   | nomination |

### Vidéogala
| Année | Catégorie                          | Pour           | Résultat |
| ----- | ---------------------------------- | -------------- | -------- |
| 1991  | clip de l'année                    | Sans t'oublier | lauréat  |
| 1991  | clip de l'année - artiste féminine | Sans t'oublier | lauréat  |